# 陳玄 (洪武進士)
陳玄，廣東廣州府東莞縣人，明朝政治人物、進士出身。

## 生平
洪武四年，會試七十名，登進士三甲，授鳳翔府岐山縣縣丞。